# Benita Asas
Benita Casimira Asas Manterola (San Sebastián, 4 de marzo de 1873-Bilbao, 21 de abril de 1968) fue una maestra y feminista española que desarrolló la mayor parte de su vida profesional y política en Madrid.

## Biografía
Nació en la parte vieja de San Sebastián en 1873 en el seno de una familia de raigambre tradicionalista. Su madre, Plácida Blasa Manterola guipuzcoana, y su padre, Ruperto Asas, cántabro. 

### Trayectoria profesional
Cursó Magisterio en Santander, adonde la familia se mudó por motivos laborales paternos, y en 1897 obtuvo plaza como maestra de párvulos en Bilbao. Allí participó junto a Juana Whitney (madre de María de Maeztu) en un movimiento de jóvenes educadoras en favor de una enseñanza de calidad para las niñas que les diera la posibilidad de progresar en los estudios más allá de 'las cuatro letras' y de las tareas 'propias de su sexo' a que comúnmente se las limitaba.
Cuando falleció su padre fue con su madre a Madrid, donde desarrolló toda su carrera profesional como maestra de párvulos que eran su gran pasión. Conmovida ante el hecho de que muchas de sus pequeñas alumnas llegaban por la mañana a la escuela con hambre, en 1911 puso en marcha una iniciativa innovadora para cubrir las necesidades alimenticias básicas de las escolares: la Institución del Desayuno Escolar. Para ello implicó a personas relevantes del mundo cultural, económico y político para que manifestasen públicamente su apoyo.
En 1910 se publicó su manual titulado Dios y el Universo. Libro de lectura instructiva para niños y niñas, recibiendo el «imprimatur» del Obispo de Madrid-Alcalá en 1911 y que en 1916, tras su solicitud, fue incluido como libro de texto escolar. Planteado casi como un ensayo, en él se anima a los dos jóvenes protagonistas a que piensen sobre la religión, la patria y que rechacen los convencionalismos.

### Trayectoria feminista
En noviembre de 1908 en el Diario El Nervión de Bilbao publicó un artículo titulado: 'Los hombres se asustan'. En él denunció los ataques que estaba sufriendo el movimiento sufragista internacional por parte de la prensa.
El 15 de octubre de 1913 fundó junto a Pilar Fernández Selfa el periódico El Pensamiento Femenino, que dirigió entre 1913 y 1916. Una vez desaparecida esta publicación, Benita siguió contribuyendo con sus escritos en La Voz de la Mujer, fundado por Celsia Regis. También en el año 1913 impartió una conferencia en el Ateneo de Madrid reivindicando la plena igualdad entre hombres y mujeres tanto en sus derechos jurídicos como también políticos, su derecho al voto. Esta conferencia ha sido considerada como uno de los acontecimientos germinales del movimiento feminista en España.
De su actividad social hay que destacar su papel como presidenta de la junta directiva de la ANME (Asociación Nacional de Mujeres Españolas) desde 1924 hasta 1932. En 1929 Benita asistió, como delegada de la Liga Femenina Española, a la Asamblea convocada en por la Sociedad de Naciones en Ginebra, donde propuso la convocatoria de un congreso mundial de mujeres como uno de los instrumentos para evitar conflictos bélicos como la Primera Guerra Mundial.
Durante la Segunda República (1931-1939), con motivo de la redacción de la nueva constitución, Asas fue encargada de presentar en las Cortes un Memorando sobre el derecho del voto de la mujer ante la Comisión constitucional.
Su feminismo rotundo pero sosegado aparecería como algo anticuado a ojos de las nuevas generaciones surgidas en los años veinte, década de acelerados y rupturistas cambios sociales. En un ambiente de radicalización, sus escritos contra los feminismos extremistas, de derechas o de izquierdas, le granjearon algunas antipatías. Fue así como cuando llegó la República y al fin se reconoció el derecho al voto de la mujer por el que ella venía luchando desde tres décadas antes, casi nadie se acordó de Benita. Sin embargo, tras la Guerra Civil los franquistas le acusaron de 'izquierdista' y fue condenada a destierro.

### Proceso e inhabilitación
Permaneció activa en Madrid durante toda la guerra civil. Concluida la contienda, solicitó el reingreso en la docencia el 12 de abril de 1939. El 21 de noviembre de 1940, la Comisión Superior Dictaminadora de Expedientes de Depuración declaró la pérdida de los haberes que no hubiera percibido e inhabilitación para desempeñar su profesión o acceder a cargos directivos y de confianza.
Una vez jubilada vivió en Bilbao, donde falleció en 1968. En una de sus últimas intervenciones escribió: «El fulgor del feminismo lo contemplamos hoy en las jóvenes que concurren a las universidades, en las que colaboran en los laboratorios científicos, en las mujeres que dirigen empresas de envergadura, en las que desempeñan cargos políticos de responsabilidad...».

## Reconocimientos
- En su ciudad de origen San Sebastián hay una plaza a su nombre en homenaje a su labor en el barrio de Egia.
- En Bilbao una calle en el Barrio de San Ignacio, reemplazando al Dr. Eusebio García Alonso desde marzo de 2017 gracias a la Ley de Memoria Histórica.[8]
- En la década de 1990, el Ayuntamiento de Guadalajara le dedicó una de las calles de un nuevo barrio de esta capital alcarreña íntegramente dedicado a mujeres españolas.[9]
- 2022 Creación de los Premios Benita Asas Manterola de la Universidad de Deusto, a investigaciones con perspectiva feminista.[10]